# Steve Cohen (judoka)
Steven Jay Cohen (Chicago, 29 de agosto de 1955) es un deportista estadounidense que compitió en judo. Es hermano del también judoka Irwin Cohen.
Ganó una medalla de bronce en los Juegos Panamericanos de 1975 en la categoría de –80 kg.

## Palmarés internacional
| Juegos Panamericanos | Juegos Panamericanos      | Juegos Panamericanos | Juegos Panamericanos |
| Año                  | Lugar                     | Medalla              | Categoría            |
| -------------------- | ------------------------- | -------------------- | -------------------- |
| 1975                 | Ciudad de México (México) | Medalla de bronce    | –80 kg               |